# Francisco Buttó
Francisco Luis Buttó Palma (Maturín, Monagas, Venezuela, 11 de mayo de 1980) es un beisbolista profesional venezolano que juega en la posición de lanzador. En la Liga Venezolana de Béisbol Profesional es ficha del equipo Navegantes del Magallanes. Se llevó el premio de Pitcher Cerrador del Año en la campaña 2005-2006 y fue el jugador más valioso de la Serie del Caribe 2009 disputada en Mexicali (México). Jugó en 2011 en la Liga Norte de México con el equipo de Marineros de Ensenada y para 2012 fue contratado por Rieleros de Aguascalientes, de la Liga Mexicana de Béisbol.

## Historia
El lanzador de Maturín ha pertenecido a la franquicia Tigres de Aragua desde sus inicios como novato, y debutó en dicho equipo el 17 de octubre de 2000. Ese año lanzó sólo en dos ocasiones y no completó ni un tercio de labor en la temporada, marchándose con efectividad de 27.00. En sus siguientes años tuvo más ocasiones en el montículo, siendo la 2003-2004 una de sus mejores campañas, en la cual se consolidó como el cerrador estelar del equipo aragüeño, lanzando 37.1 entradas en la ronda regular con efectividad de 0.96 y acumulando 14 juegos salvados incluyendo la ronda final, tomando en cuenta que su equipo quedó campeón ese año. 
Luego de 11 años con el equipo bengalí, Buttó es el lanzador con el récord histórico de más juegos salvados de la franquicia, con 81 y es el segundo en el registro histórico de la LVBP, solo detrás del "Matador" o "el guapo" Richard Garcés, quien de sus 137 salvados de por vida logró acumular 80 de ellos también con los Tigres, antes de pasar al equipo Navegantes del Magallanes tras ser dejado en libertad por los felinos en el año 2004. 
Buttó es uno de los lanzadores insignia y más polémicos del equipo, llamado por los aficionados como "Francisco Sustó" o "el Cardiólogo" por los altos niveles de presión que existe en el equipo cuando él sale a hacer su labor en el último inning. A pesar de ser un terror para los aficionados ver al cerrador de Maturín calentar, el mánager Buddy Bailey le ha dado toda su confianza y es junto con su compañero Víctor Moreno uno de los lanzadores más importantes en el Bullpen Bengalí para el mánager norteamericano.
Perteneció a los Tigres de Aragua hasta el año 2014 cuando es dejado en libertad y firmado por los Caribes de Anzoátegui. En el año 2015 pasa a las Águilas del Zulia junto con el jardinero Jhoermyn Chávez tras un cambio por el también jardinero René Reyes. En 2018, los rapaces lo dejan libre y desde entonces firmó con los Tiburones de La Guaira.

## Caso de homicidio
El febrero de 2007, Francisco Buttó fue declarado culpable de homicidio culposo del recogebate de los Tigres de Aragua, Jesús Enrique Hernández, hecho ocurrido el 30 de enero de 2006, en una feria de comida en Maracay. Por este delito, Buttó fue condenado a un año y 8 meses de prisión.